# La Tempête de neige
Pour les articles homonymes, voir La Tempête.
La Tempête de neige (en russe : Метель) est une nouvelle d'Alexandre Pouchkine écrite en 1830 et publiée en 1831 parmi les Récits de feu Ivan Pétrovitch Bielkine.

## Résumé
La nouvelle s'ouvre à la fin 1811 à Nénaradovo, dans la propriété de Gavrila Gavrilovitch R... L'amabilité et l'hospitalité du propriétaire ont transformé les lieux en point de rencontre local. On y vient pour manger, boire ou jouer au boston avec son épouse Prascovie Gavrilova et certains pour contempler leur fille de dix-sept ans, Maria Gavrilovna, qui passe pour un très intéressant parti.
« Maria était nourrie de romans français et par conséquent était amoureuse. » Or, la pâle jeune fille est amoureuse d'un pauvre enseigne, Vladimir Nicolaévitch, qui brûle d'une flamme identique. Aussitôt informés de cette idylle, les parents de Maria y mettent le holà et interdisent à leur fille de seulement y penser.
Cependant, les deux amoureux continuent à se voir dans la forêt, du moins jusqu'à l'arrivée de l'hiver : dans l'impossibilité de se voir, ils continuent à s'écrire secrètement et abondamment. Vladimir finit par convaincre Maria de se marier sans le consentement parental, une idée qui « séduit l'imagination romanesque de la jeune fille ». Le jour fixé, Maria s'enfuit du domicile parental pour se rendre dans une petite église des environs, où doit l'attendre Vladimir.
Mais en chemin, Vladimir est pris dans une tempête de neige. Il s'égare et, lorsqu'il arrive enfin à l'église, celle-ci est fermée. Entre-temps, Maria est rentrée chez elle, où elle tombe bientôt très malade. Les parents, croyant que l'amour est la cause de sa maladie, décident de consentir à son mariage avec Vladimir. Celui-ci, cependant, refuse et part à la guerre, où il est tué.
La guerre terminée, un colonel des hussards, Bourmine, vient en congé dans ses terres, voisines du village de Maria. Les deux jeunes gens tombent amoureux. Alors que tous croient au mariage, Bourmine révèle à Maria que leur union est impossible. Il est marié, depuis quatre ans, même s'il ignore avec qui. Maria lui demande d'expliquer son étrange histoire : un soir, pris dans une tempête de neige, Bourmine se réfugia dans une église ; avant qu'il ait eu le temps de dire quoi que ce soit, on l'entraîna vers un pope devant lequel était déjà agenouillé une jeune fille ; c'est ainsi que, par légèreté, il épousa une demoiselle qui elle non plus, dans son trouble, ne se rendit compte de rien, jusqu'au baiser ; ensuite, il fila. Évidemment, la jeune fille n'était autre que Maria, attendant Vladimir dans l'église perdue au milieu de la tempête de neige...

## Éditions françaises
- Alexandre Pouchkine (trad. du russe par de Jacques Imbert), La tempête de neige, Alidades, 2011, 40 p. (ISBN 9782906266995)
- Alexandre Pouchkine (trad. du russe, préf. Louis Martinez), Œuvres complètes, t. I : Drames, romans, nouvelles, Lausanne, L'Âge d'homme, coll. « Classiques slaves », 1973, 745 p., « La Tempête de neige »
- Alexandre Griboïedov, Alexandre Pouchkine et Mikhaïl Lermontov (trad. du russe, préf. Gustave Aucouturier), Œuvres, Paris, Gallimard, coll. « Bibliothèque de la Pléiade » (no 245), 1986 (1re éd. 1935), 1372 p., « La Tempête de neige »

## Adaptation cinématographique
- 1964 : La Tempête de neige (Метель), film soviétique écrit et réalisé par Vladimir Bassov, avec Valentina Titova et Oleg Vidov